# Quatrième concile de Constantinople (Église catholique)
Ne doit pas être confondu avec Quatrième Concile de Constantinople (Église orthodoxe).
Le quatrième concile de Constantinople est, pour l'Église catholique, le 8e concile œcuménique. Il s'est tenu en 869 à Constantinople pour mettre fin au schisme entre le patriarcat de Rome et les autres patriarcats.

## Contexte
En 858, l'empereur byzantin Michel III dit l'Ivrogne avait déposé le patriarche Ignace de Constantinople pour le remplacer par le protégé du césar Bardas, le laïc Photios ce qui déclencha un schisme dans le clergé grec.
Le pape Nicolas Ier (858-867) refusa de reconnaître cette nomination et apporta son appui à Ignace pendant son exil. En réaction, Photios convoque en 867 un synode. Photios reprocha au pape d'avoir falsifié le symbole de Nicée par l'ajout du filioque. Le synode excommunia Nicolas Ier.
Le pape Nicolas Ier mourut tout comme Michel III en 867 et leurs successeurs, élus la même année, Adrien II pour le pape et Basile Ier pour l'empereur.
Pour rétablir la paix religieuse à l’intérieur de l’empire, Basile Ier rétablit Ignace de Constantinople au poste de Patriarche de Constantinople.
Cherchant à créer une alliance avec le pape pour protéger les positions byzantines en Italie du Sud et en Sicile sérieusement compromises par l’avancée des Arabes, Basile Ier convoqua avec le pape Adrien II en 869, un concile que Ignace de Constantinople présida.

## Déroulement
Le concile de Constantinople IV se tint en dix sessions dans la cathédrale Sainte-Sophie : huit du 5 octobre au 5 novembre 869, qui furent des réunions restreintes (12 évêques présents à la première, 22 à la seconde, 24 à la troisième), et deux autres les 12 et 28 février 870, qui furent des réunions plus larges (plus de 100 évêques à la dernière).
La dernière session interdit toute fonction ecclésiastique à Photios et aux prêtres ordonnés par lui.
Le canon 3 redit la légitimité du culte des images : « nous peignons en outre des images des saints anges, comme la divine Écriture les présente par des mots ».
Les partisans d'Ignace et adversaires de Photios, l'avaient accusé de prétendre que l'homme avait deux âmes, dont une de nature spirituelle, correspondant à l'esprit éternel.
Ainsi, ce concile condamne la trichotomie (l'homme est composé d'un corps, d'une âme et d'un esprit) au profit de la dichotomie (l'homme est composé d'un corps et d'une âme) canon 11.
En 870, lors du concile, le Saint-Siège lui refusant le titre d'église autocéphale (Boris Ier de Bulgarie souhaitant lui-même nommer les évêques), l'Église orthodoxe bulgare choisi de se rattacher au patriarcat de Constantinople qui lui octroie le titre.[réf. nécessaire]

## Concile de Constantinople de 879
Après la mort d'Ignace en 877, Basile Ier laisse Photios reprendre le poste de Patriarche de Constantinople. L'empereur organise en 879 un autre concile à la demande du pape Jean VIII et du patriarche Photios, à Constantinople en 879/880 qui annule celui de 869/870 et interdit d'inclure le Filioque dans le Symbole de Foi. 389 évêques y seront présents, dont tous les sièges patriarcaux représentés par des légats. Le Concile de 879 annule formellement celui de 869 à la demande du légat de Jean VIII, Paul d'Ancône qui en signant déclare : « Je rejette et j'anathématise le synode qui fut convoqué contre lui [...] tout cela, je le déclare conformément au commonitorium, abrogé, anathématisé et rejeté, et je ne place en aucun cas cette assemblée au nombre des saints synodes. »
Jusqu'au début du XIIe siècle, le Concile de 869 n'est pas reconnu par l'Église catholique romaine comme œcuménique, Pierre Damien, docteur de l’Église ou encore Hincmar de Reims ne semblent pas en avoir eu connaissance. Il faudra attendre que certains copistes romains retrouvent dans ce Concile un canon approuvant l'autorité supérieure du spirituel sur le temporel pour que l’Église catholique recommence à reconnaître celui-ci, tout en oubliant celui de 879, pourtant approuvé par un pape.
Ce concile de Photios de 879/880 est reconnu par l'Église orthodoxe en tant que synode local et figure dans le recueil canonique du Pédalion et ses conclusions sont comptées parmi l'enseignement officiel de l'Église orthodoxe.
Il est hissé au rang de Concile Œcuménique par certains saints orthodoxes (saint Marc d’Éphèse notamment), hiérarques ou théologiens orthodoxes qui le considèrent comme étant le Huitième Concile Œcuménique en ce que tous les patriarcats y étaient représentés par des légats officiaux et en ce que, fait majeur, la ratification du Septième Concile Œcuménique tenu à Nicée en 787 se trouve avoir été effectuée durant la quatrième session du concile de 879 tenue à Constantinople.